# Sporothrix
Sporothrix ist eine allgegenwärtige Gattung von Pilzen in der Familie Ophiostomataceae, die 1898 von Benjamin R. Schenck entdeckt und von Ludvig Hektoen und C. F. Perkins genauer untersucht wurde.
Die erste beschriebene und bekannteste Art (Typusart) ist Sporothrix schenckii, der Erreger der Sporotrichose (Rosengärtner-Krankheit).
Inzwischen wurden neue Arten in der Umwelt (bodenbewohnend oder auf Totholz lebend) entdeckt, aber auch pathogene Arten; mit dem Fortschritt der molekularen Techniken werden möglicherweise künftig noch weitere gefunden.

## Beschreibung

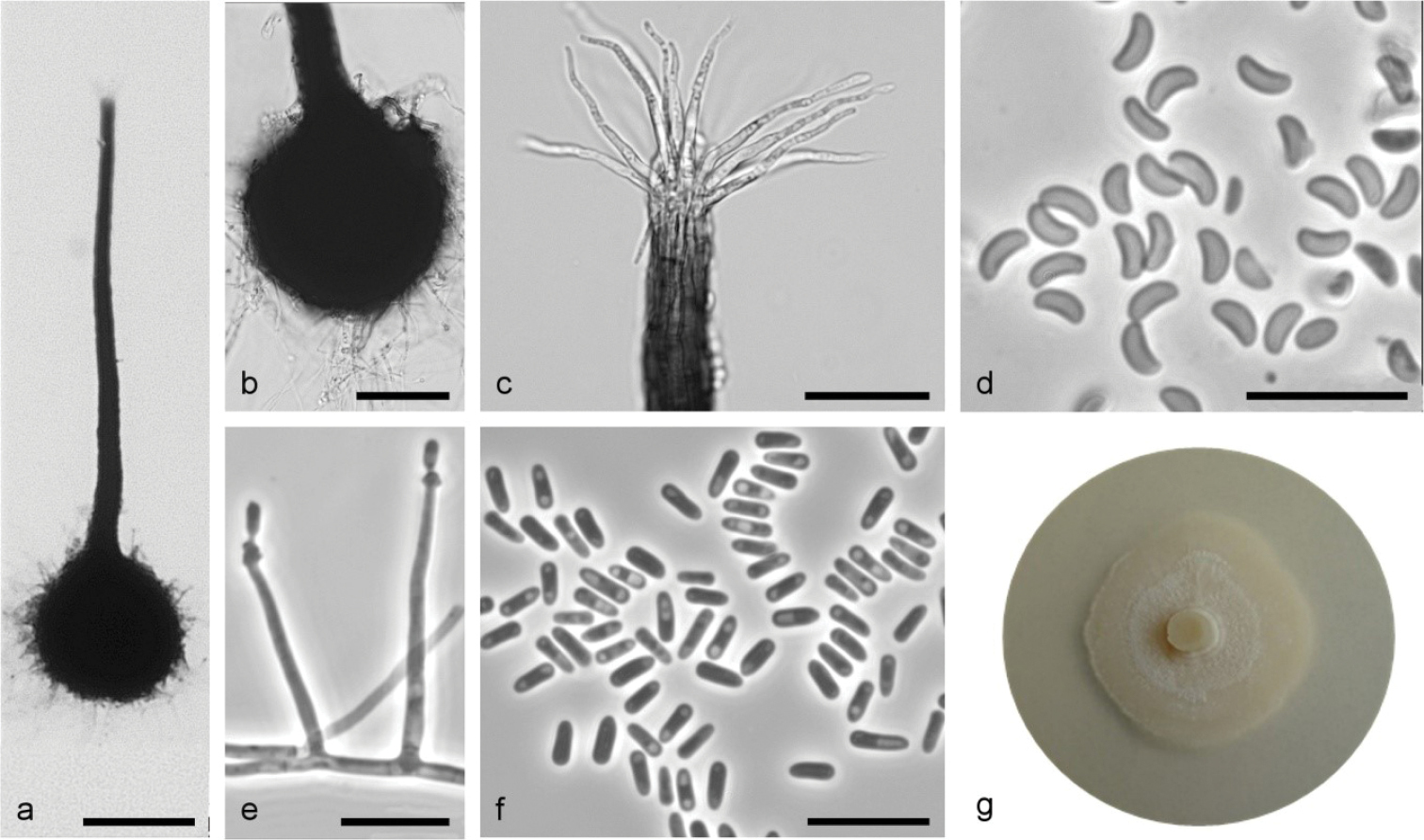
Sporothrix fraxini

Die Gattung Sporothrix umfasst mehr als 50 Arten, die in der Natur weit verbreitet sind, und vor allem in warmen, tropischen und subtropischen Klimaregionen vorkommen. Sie wurden meist als Saprotrophe aus gealterter oder abgestorbener Vegetation wie Heu, Stroh, Torfmoos, Holz/Totholz, sowie aus Böden, die reich an verrottendem organischem Material sind, isoliert.
Es handelt sich um dimorphe Pilze, denn sie können sowohl in Hefe- als auch in Fadenform vorkommen.
Die fadenförmige Form ist ein Saprotroph, die Hefeform ein Parasit. Die Umwandlung von der fadenförmigen in die Hefeform kann unter dem Einfluss einer Temperaturänderung hin zur Körpertemperatur von Warmblütern wie dem Menschen stattfinden, weshalb diese Pilze auch als thermodimorph bezeichnet werden.
Die Hefeform kann bei Pflanzen, Insekten und Tieren, einschließlich des Menschen, Krankheiten verursachen.
Die von ihnen verursachte Krankheit nennt man Sporotrichose.
Zahlreiche Arten der Gattung Sporothrix sind Pilze, die mit Tieren koexistieren; man findet sie häufig zusammen mit Insekten, die Bäume befallen.

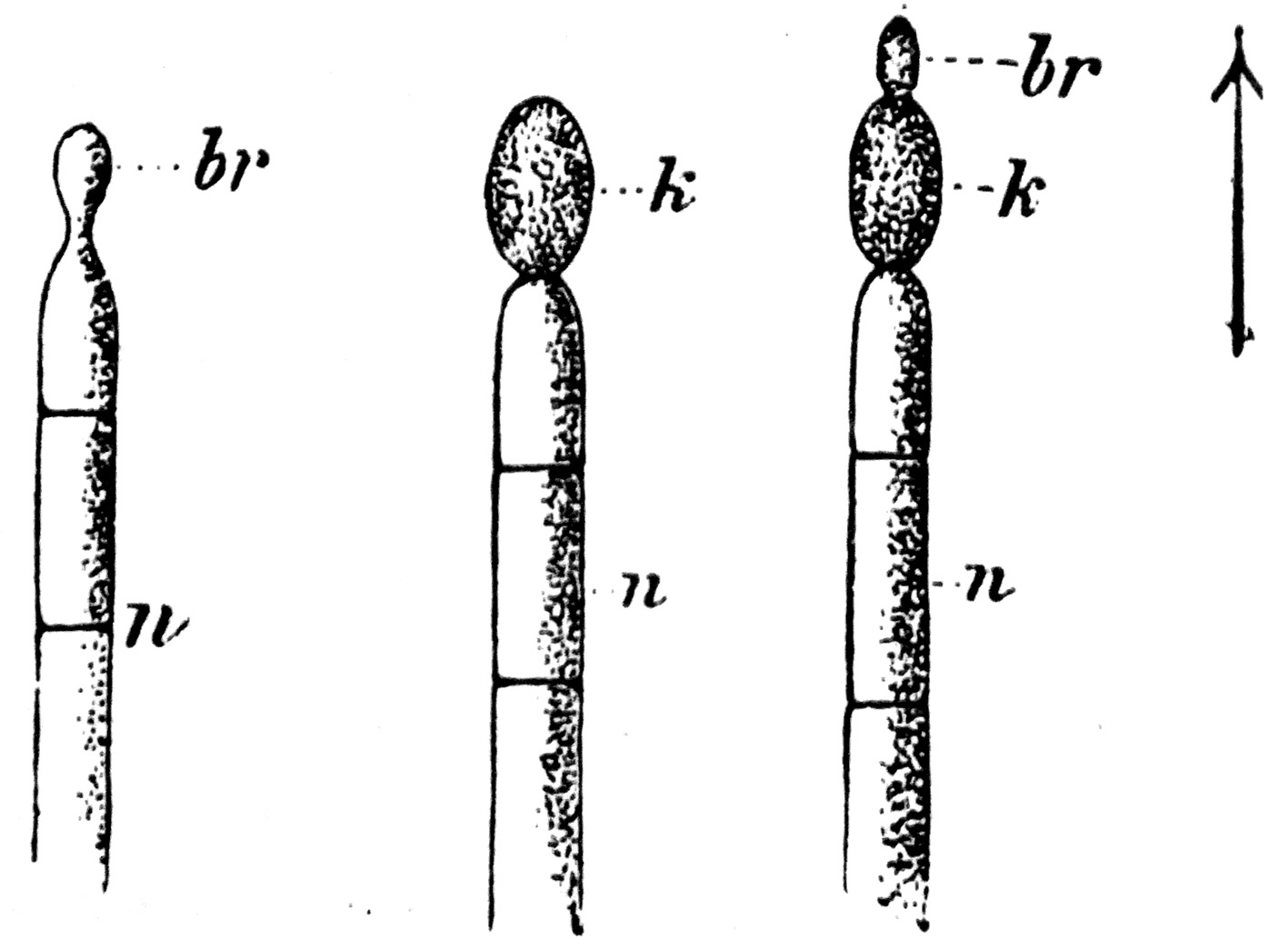
n – Konidiophor, k – Konidiophore Zelle, br – Konidium.

Die Konidien sind kahl, zylindrisch, ellipsoidisch oder allantoid (würstchenförmig) mit leicht gestutzter Basis, einzellig.
Die Konidiophoren (Konidienträger) sind kahl und unverzweigt,
Die Konidiophoren Zellen haben im oberen Teil deutlich gezackten Auswüchsen, auf denen die Konidien gebildet werden.

## Systematik
Nach dem Index Fungorum ist die Klassifizierung (äußere Systematik) der Gattung wie folgt:
Ophiostomataceae < Ophiostomatales < Diaporthomycetidae < Sordariomycetes < Pezizomycotina (Echte Schlauchpilze) < Ascomycota (Schlauchpilze) < Fungi (Pilze).
Als Autorenschaft für die Gattung wird nach Hans Sydow und Paul Sydow (1919) Ludvig Hektoen und C. F. Perkins (1900) angegeben, die die Typusart  Sporothrix schenckii Hektoen & C. F. Perkins genauer untersucht hatten.

### Synonyme
Synonyme des wissenschaftlichen Namens sind::
- Sporotrichopsis Guég. 1911
- Spumatoria Massee & E. S. Salmon 1901

### Artenliste
Artenliste gemäß Species Fungorum/Index Fungorum (Stand 13. März 2025).
Gattung Sporothrix Hektoen & C. F. Perkins, 1900
- Sporothrix abietina (Marm. & Butin) Z. W. de Beer, T. A. Duong & M. J. Wingf., 2016
- Sporothrix aemulophila Musvuugwa, Z. W. de Beer, Dreyer & Roets, 2015
- Sporothrix africana G. J. Marais & M. J. Wingf., 2001
- Sporothrix alba (Petch) de Hoog, 1974
- Sporothrix albicans S. B. Saksena, 1965
- Sporothrix ankangensis M. Z. Fan, C. Guo & T. Y. Zhang, 1990
- Sporothrix aurorae (X. D. Zhou & M. J. Wingf.) Z. W. de Beer, T. A. Duong & M. J. Wingf., 2016
- Sporothrix bragantina (Pfenning & Oberw.) Z. W. de Beer, T. A. Duong & M. J. Wingf., 2016
- Sporothrix brasiliensis Marimon, Gené, Cano & Guarro, 2007[14][15]
- Sporothrix brunneoviolacea Madrid, Gené, Cano & Guarro, 2010
- Sporothrix cabralii Errasti & Z. W. de Beer, 2016
- Sporothrix candida (Kamgan, Jol. Roux & Z. W. de Beer) Z. W. de Beer, T. A. Duong & M. J. Wingf., 2016
- Sporothrix cantabriensis (Romón, Z. W. De Beer & M. J. Wingf.) Z. W. de Beer, T. A. Duong & M. J. Wingf., 2016
- Sporothrix catenata de Hoog & Constant., 1981
- Sporothrix cavum R. Jankowiak, 2021
- Sporothrix chilensis A.M. Rodrigues, Choappa, G. F. Fernandes, de Hoog & Z. P. de Camargo, 2015
- Sporothrix chondracris B. Huang, M. Z. Fan & Z. Z. Li, 1997
- Sporothrix cracoviensis R. Jankowiak, 2021
- Sporothrix cryptarchum R. Jankowiak & A. Ostafińska, 2021
- Sporothrix curviconia de Hoog, 1974
- Sporothrix cylindrospora Hol.-Jech., 1980
- Sporothrix dentifunda (Aghayeva & M. J. Wingf.) Z. W. de Beer, T. A. Duong & M. J. Wingf., 2016
- Sporothrix dimorphospora (Roxon & S.C. Jong) Madrid, Gené, Cano & Guarro, 2010
- Sporothrix dombeyi Z. W. de Beer, T. A. Duong & M. J. Wingf., 2016
- Sporothrix echinospora (Deighton & Piroz.) Katum., 1987
- Sporothrix epigloea (Guerrero) Z. W. de Beer, T. A. Duong & M. J. Wingf., 2016
- Sporothrix eucalyptigena (P. A. Barber & Crous) Z. W. de Beer, T. A. Duong & M. J. Wingf., 2016
- Sporothrix eucastaneae (R. W. Davidson) Z. W. de Beer, T. A. Duong & M. J. Wingf., 2016
- Sporothrix euskadiensis (Romón, Z. W. de Beer & M. J. Wingf.) Z. W. de Beer, T. A. Duong & M. J. Wingf., 2016
- Sporothrix flocculosa Traquair, L. A. Shaw & Jarvis, 1988
- Sporothrix foliorum J. J. Taylor, 1970
- Sporothrix fraxini R. Jankowiak, 2021
- Sporothrix fumea (Kamgan, Jol. Roux & Z. W. de Beer) Z. W. de Beer, T. A. Duong & M. J. Wingf., 2016
- Sporothrix fungorum de Hoog & G.A. de Vries, 1973
- Sporothrix fusiformis (Aghayeva & M. J. Wingf.) Z. W. de Beer, T. A. Duong & M. J. Wingf., 2016
- Sporothrix ganodermatis Jing Z. Sun, Xing Z. Liu & K.D. Hyde, 2019
- Sporothrix gemella (Roets, Z. W. de Beer & Crous) Z. W. de Beer, T. A. Duong & M. J. Wingf., 2016
- Sporothrix ghanensis de Hoog & H.C. Evans, 1974
- Sporothrix globosa Marimon, Cano, Gené, Deanna A. Sutton, H. Kawas. & Guarro, 2007[14]
- Sporothrix globuligera K. Matsush. & Matsush., 1995
- Sporothrix gossypina (R. W. Davidson) Z. W. de Beer, T. A. Duong & M. J. Wingf., 2016
- Sporothrix guttuliformis de Hoog, 1978
- Sporothrix humicola de Mey., Z. W. de Beer & M. J. Wingf., 2008
- Sporothrix hypoxyli W.J. Nel, Z. W. De Beer & T. A. Duong, 2021
- Sporothrix inflata de Hoog, 1974
- Sporothrix insectorum de Hoog & H.C. Evans, 1974
- Sporothrix inusitatiramosa H.Z. Kong, 1991
- Sporothrix isarioides (Petch) de Hoog, 1974
- Sporothrix itsvo Musvuugwa, Dreyer & Roets, 2016
- Sporothrix lignivora de Mey., Z. W. de Beer & M. J. Wingf. 2008
- Sporothrix longicollis (Massee & E. S. Salmon) M. Procter & Z. W. de Beer 2022
- Sporothrix lunata (Aghayeva & M. J. Wingf.) Z. W. de Beer, T. A. Duong & M. J. Wingf., 2016
- Sporothrix luriei (Ajello & Kaplan) Marimon, Gené, Cano & Guarro, 2008
- Sporothrix luteoalba de Hoog 1974
- Sporothrix macroconidia H. M. Wang, Q. Lu & Zhen Zhang, 2019
- Sporothrix mexicana Marimon, Gené, Cano & Guarro, 2007
- Sporothrix narcissi (Limber) Z. W. de Beer, T. A. Duong & M. J. Wingf., 2016
- Sporothrix nebularis (Romón, Z. W. de Beer & M. J. Wingf.) Z. W. de Beer, T. A. Duong & M. J. Wingf., 2016
- Sporothrix nigrograna (Masuya) Z. W. de Beer, T. A. Duong & M. J. Wingf., 2016
- Sporothrix nivea Kreisel & Schaver, 1985
- Sporothrix nothofagi Gadgil & M. A. Dick, 2004
- Sporothrix nsini Ngubane, Dreyer, Oberl. & Roets, 2017
- Sporothrix oleae Musvuugwa, L.L. Dreyer & F. Roets, 2020
- Sporothrix pallida (Tubaki) Matsush., 1975
- Sporothrix palmiculminata (Roets, Z. W. de Beer & M. J. Wingf.) Z. W. de Beer, T. A. Duong & M. J. Wingf., 2016
- Sporothrix phasma (Roets, Z. W. de Beer & M. J. Wingf.) Z. W. de Beer, T. A. Duong & M. J. Wingf., 2016
- Sporothrix phellini G.R. W. Arnold, 1987
- Sporothrix pirina (Goid.) M. Morelet 1992
- Sporothrix pitereka (J. Walker & Bertus) U. Braun 1998
- Sporothrix polyporicola (Constant. & Ryman) Z. W. de Beer, T. A. Duong & M. J. Wingf., 2016
- Sporothrix prolifera (T. Kowalski & Butin) Z. W. de Beer, T. A. Duong & M. J. Wingf., 2016
- Sporothrix protearum G. J. Marais & M. J. Wingf., 1997
- Sporothrix protea-sedis (Roets, M. J. Wingf. & Z. W. de Beer) Z. W. de Beer, T. A. Duong & M. J. Wingf., 2016
- Sporothrix pseudoabietina H. M. Wang, Q. Lu & Zhen Zhang, 2019
- Sporothrix pusilla U. Braun & Crous 1998
- Sporothrix ramosissima G. Arnaud ex de Hoog, 1974
- Sporothrix ranii Moustafa, 1981
- Sporothrix rapaneae Musvuugwa, Dreyer & Roets, 2016
- Sporothrix rectidentata (Matsush.) de Hoog 1978
- Sporothrix resoviensis R. Jankowiak & A. Ostafińska, 2021
- Sporothrix roboris (Georgescu & Teodoru) Grobbel., Z. W. de Beer & M. J. Wingf., 2009
- Sporothrix rossii Z. W. de Beer, T. A. Duong & M. J. Wingf., 2016
- Sporothrix roztoczensis Jankow. & Bilański 2023
- Sporothrix rugulosa Traquair, L. A. Shaw & Jarvis 1988
- Sporothrix sanguinea C. Ramírez ex J. J. Taylor 1977
- Sporothrix schenckii Hektoen & C. F. Perkins, 1900 (Typusart)[1][2][15]
- Sporothrix sclerotialis de Hoog, 1978
- Sporothrix setiphila (Deighton & Piroz.) de Hoog, 1974
- Sporothrix silvicola Jankow. & Bilański 2023
- Sporothrix smangaliso Ngubane, Dreyer, Oberl. & Roets, 2017
- Sporothrix splendens G. J. Marais & M. J. Wingf., 1994
- Sporothrix stenoceras (Robak) Z. W. de Beer, T. A. Duong & M. J. Wingf., 2016
- Sporothrix stylites de Mey., Z. W. de Beer & M. J. Wingf., 2008
- Sporothrix subannulata Livingston & R. W. Davidson, 1987
- Sporothrix tardilutea K. Matsush. & Matsush., 1996
- Sporothrix thermara (J. A. van der Linde, Z. W. de Beer & Jol. Roux) Z. W. de Beer, T. A. Duong & M. J. Wingf., 2016
- Sporothrix tuberi A. Fontana & Fas.-Bonf., 1971
- Sporothrix tumida Jankow. & Bilański 2023
- Sporothrix undulata R. Jankowiak & A. Ostafińska, 2021
- Sporothrix uta Dreyer & Roets, 2016
- Sporothrix variecibata Roets, Z. W. de Beer & Crous, 2008
- Sporothrix villosa R. L. Chang & X. Y. Zhang, 2021
- Sporothrix vizei (Berk. & Broome) de Hoog, 1978
- Sporothrix zambiensis (Roets, M. J. Wingf. & Z. W. de Beer) Z. W. de Beer, T. A. Duong & M. J. Wingf., 2016
- Sporothrix zhejiangensis H. M. Wang & Q. Lu

## Bildergalerie

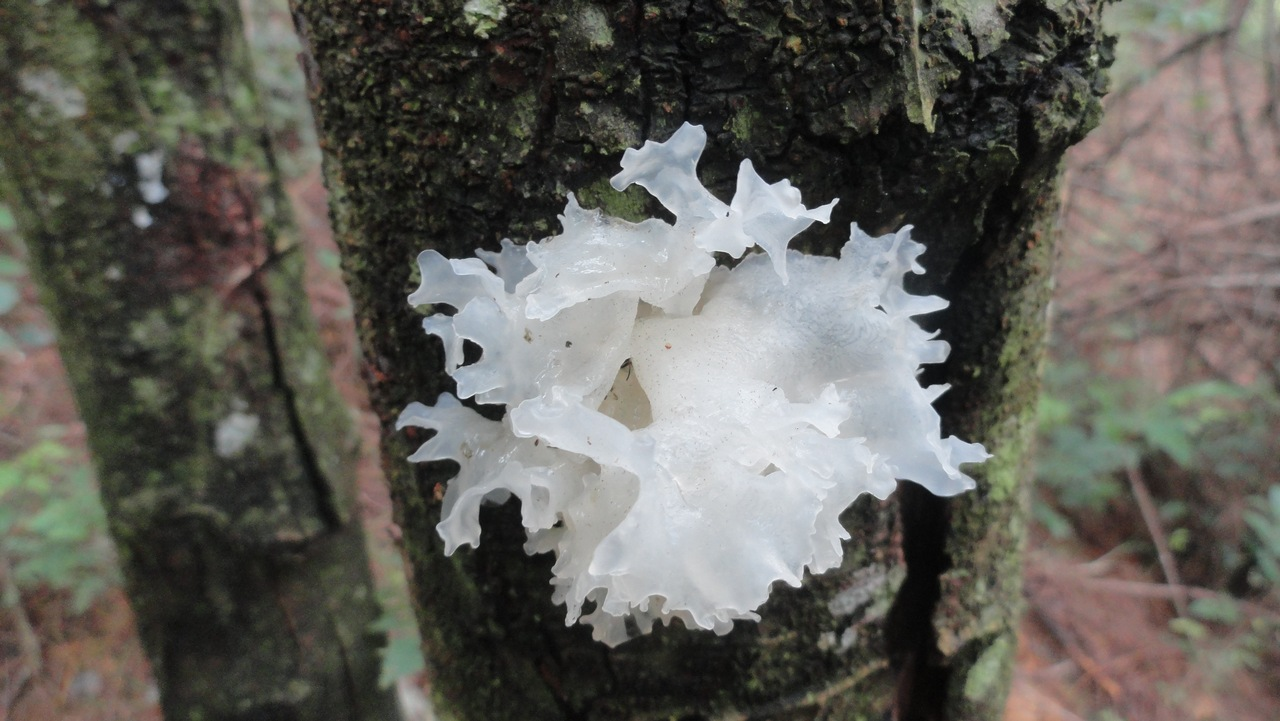
Sporothrix epigloea in Laos, auf Totholz
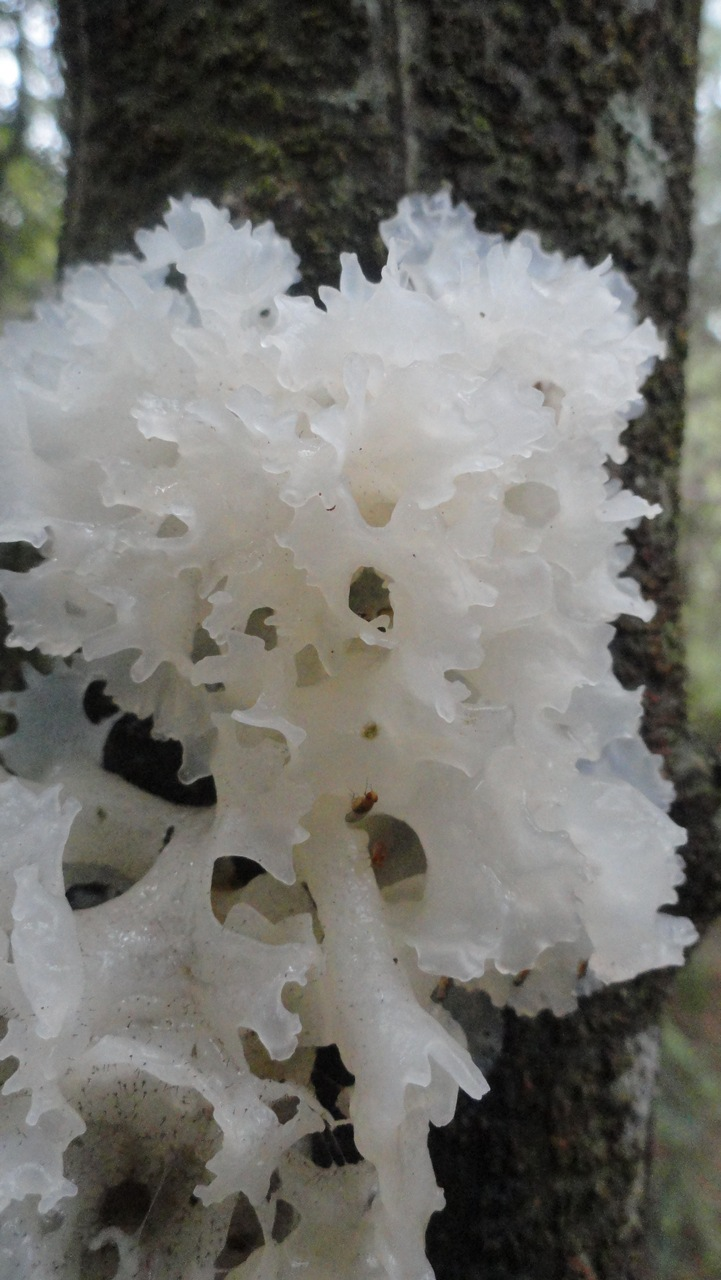
S. epigloea in Laos, auf Totholz
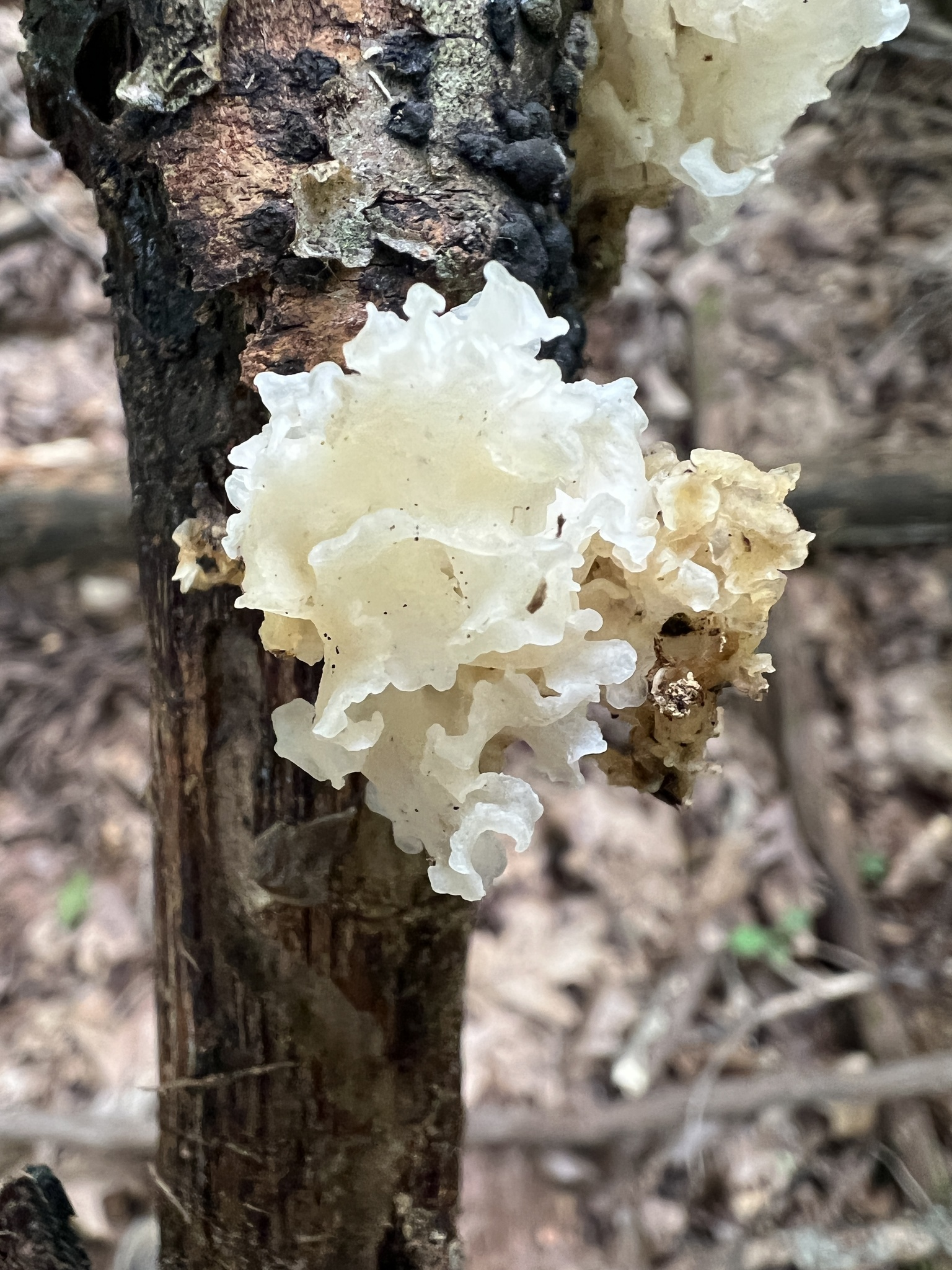
S. epigloea in den USA
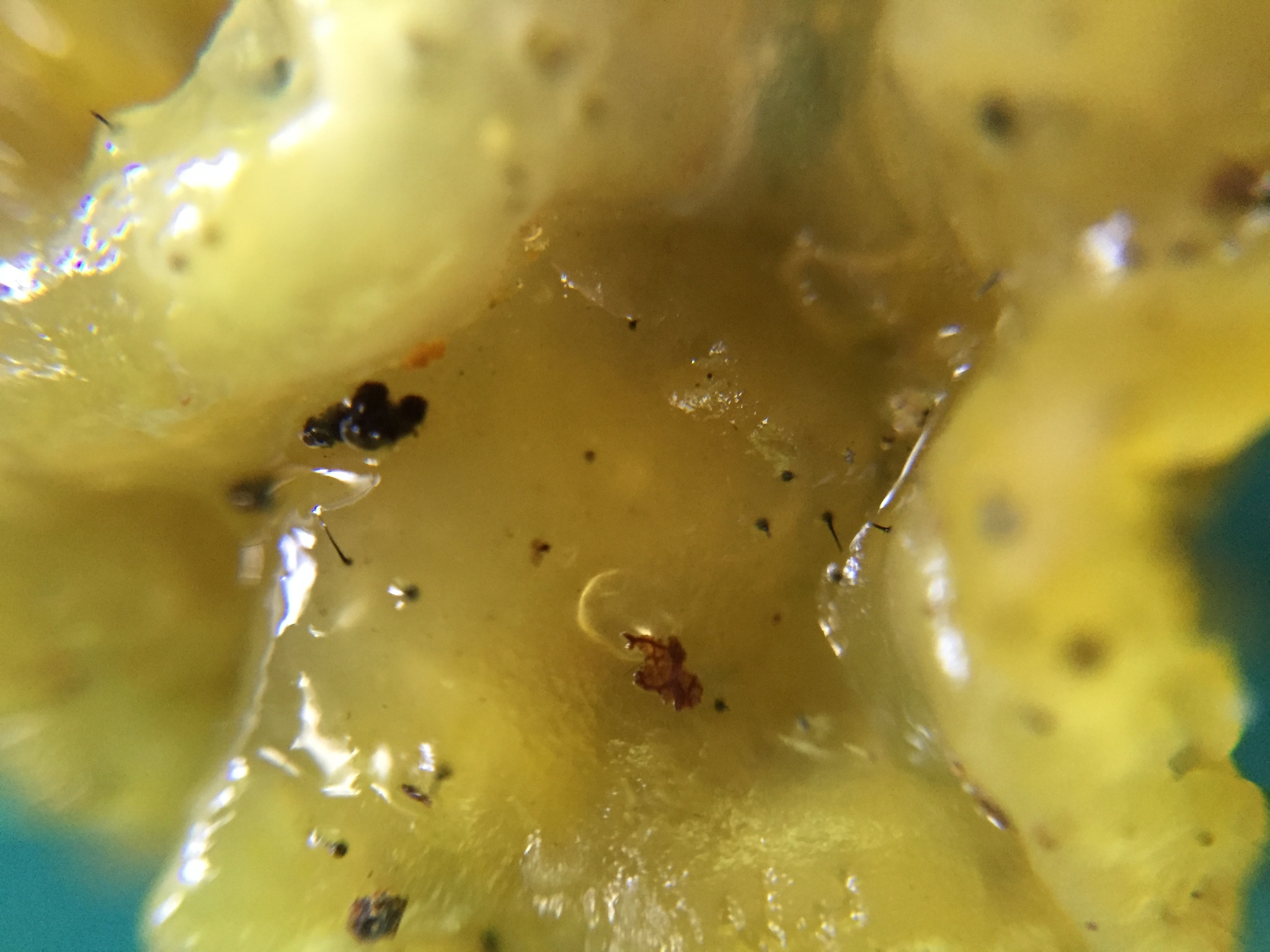
Sporothrix epigloea in Japan
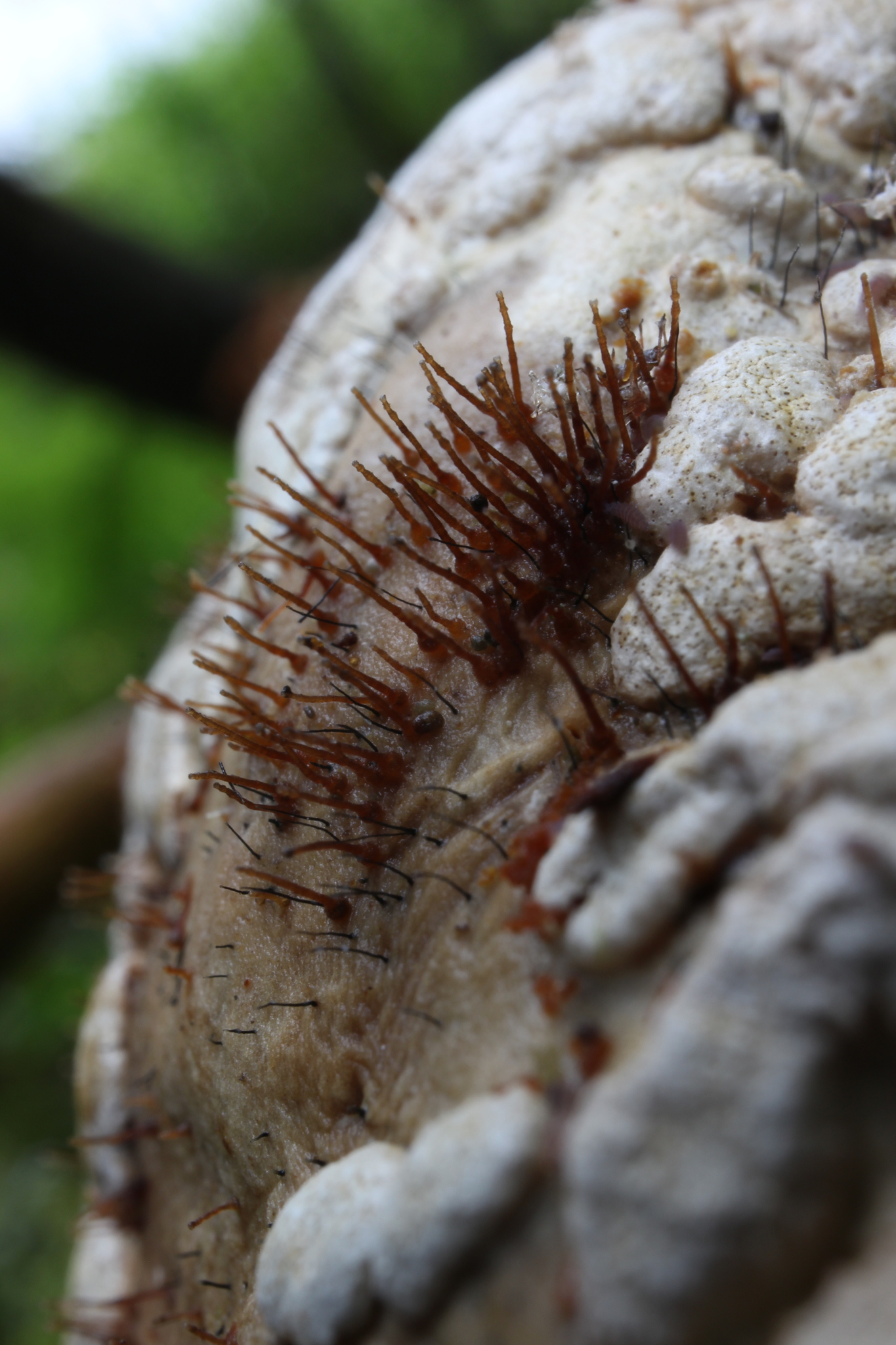
Sporothrix polyporicola in den USA

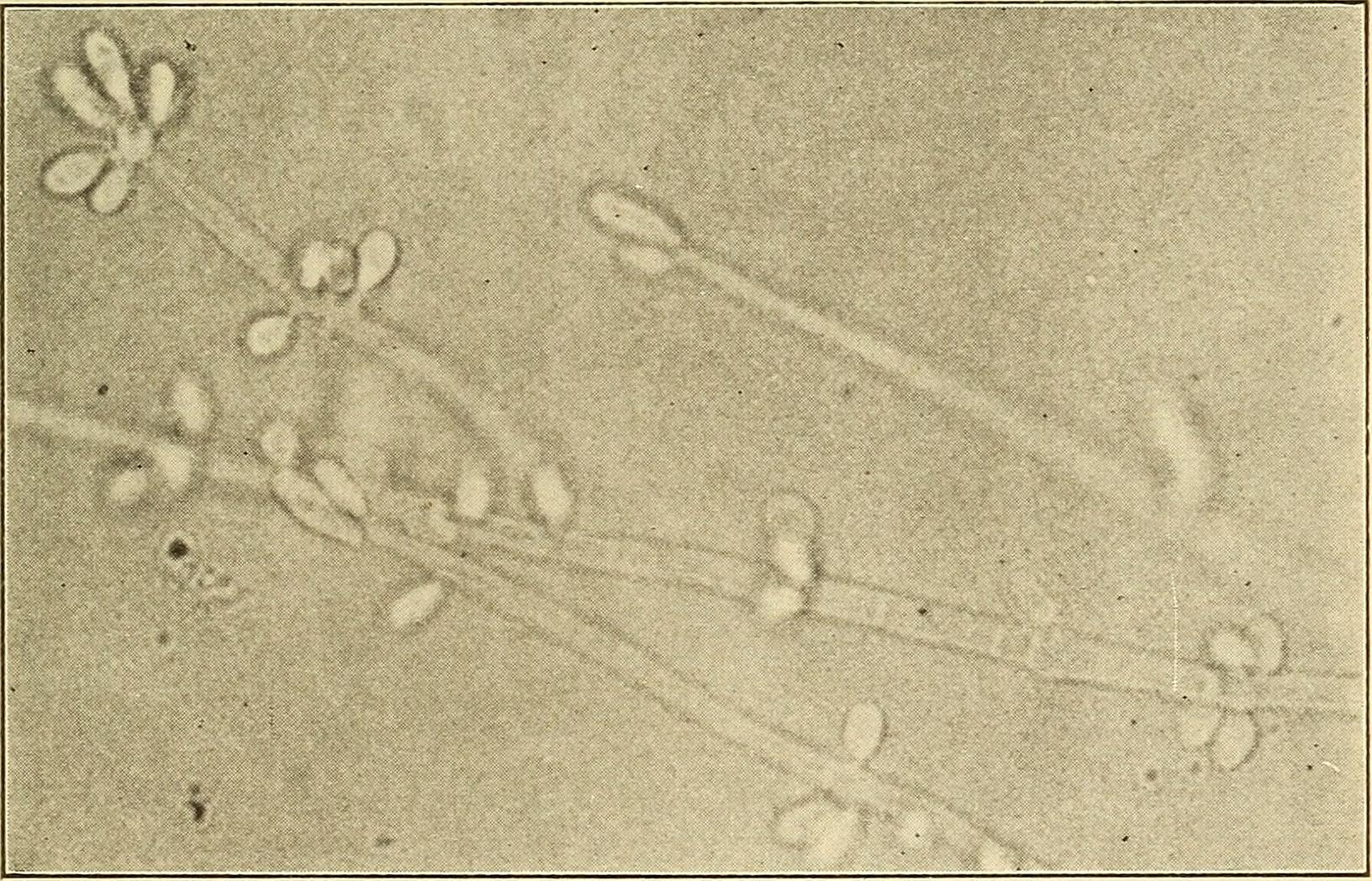
Sporotrichum schenckii
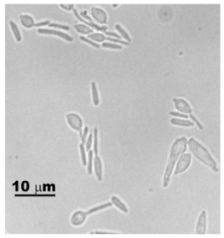
Phasenkontrastmikroskop-Aufnahme der Hefeform von S. schenckii
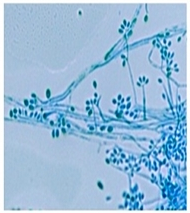
Mikrophotographie von S. schenckii: Konidien, gefärbt mit Baumwollblau-Lactophenol